# Astrolirus
Astrolirus is een geslacht van zeesterren uit de familie Brisingidae. De wetenschappelijke naam van het geslacht werd in 1917 voor het eerst voorgesteld door Walter Kenrick Fisher. Hij creëerde het geslacht voor slechts één soort die hij niet in een ander geslacht kon plaatsen.

## Soort
- Astrolirus panamensis (Ludwig, 1905)
- Astrolirus patricki (Zhang & al., 2020)